# Веснянка (Херсонская область)
Веснянка (укр. Веснянка) — село в Генической городской общине Генического района Херсонской области Украины.
Население по переписи 2001 года составляло 133 человека. Почтовый индекс — 75566. Телефонный код — 5534. Код КОАТУУ — 6522181502.